# Gelis drassi
Gelis drassi är en stekelart som först beskrevs av Riley 1892.  Gelis drassi ingår i släktet Gelis och familjen brokparasitsteklar. Inga underarter finns listade i Catalogue of Life.